# Eric Ambler
Eric Clifford Ambler (ur. 28 czerwca 1909 w Londynie, zm. 22 października 1998 w Szwajcarii) – angielski pisarz i scenarzysta. Autor powieści o tematyce kryminalnej, szpiegowskiej i politycznej, także thrillerów. Tworzył także pod pseudonimem Eliot Reed w spółce z Charlesem Roddą.
W swoich utworach często umiejscawiał akcję na tle konfliktów bałkańsko-lewantyjskich.

## Twórczość

### Książki
- The Dark Frontier, 1936
- Uncommon Danger, [Stany Zjednoczone: Background to Danger], 1937
- Cause for Alarm, 1938
- Epitaph for a spy, 1938; przekł. polski Kazimierza Kwaśniewskiego (Macieja Słomczyńskiego) Epitafium dla szpiega 1958
- The mask of Dimitrios, 1939; przekł. polski Patryka Gawrona Maska Dimitriosa 2008
- Journey into Fear, 1940
- Judgement on Deltchev, 1951
- The Schirmer Inheritance, 1953
- The Night-Comers [Stany Zjednoczone: State of Siege], 1956
- Passage of Arms, 1959
- The Light of Day [Stany Zjednoczone: Topkapi], 1962
- A Kind of Anger, 1964
- Dirty Story, 1967
- The Intercom Conspiracy, 1970; przekł. polski Tomasza Kłoszewskiego Afera Interkomu 1991
- The Levanter, 1972
- Doctor Frigo, 1974
- Send No More Roses [Stany Zjednoczone: The Siege of Villa Lipp], 1977
- The Care of Time, 1981

### Scenariusze
- Okrutne morze, 1953
- Purpurowa ziemia, 1954
- Incydent na rzece Jangcy, 1957